# 日本社会主義青年同盟
日本社会主義青年同盟（にほんしゃかいしゅぎせいねんどうめい）とは、青年を構成員とする青年政治同盟である。略称は社青同。以前は日本社会党と支持協力関係を持っていた。

## 歴史

### 結成と内部での論争
前身は日本社会党青年部。1959年10月開催の社会党第16回大会決定を受け、1960年初頭には社会党青年部を中心に日本社会主義青年同盟結成準備会が作られ、機関紙『社青同』（現、『青年の声』）第1号が1960年3月10日付で発行された。正式結成は1960年10月15日の第1回全国大会で、西風勲が初代委員長に選出された。結成の準備期間はちょうど安保闘争と「三池闘争」との巨大な高揚の時期であり、各地の社青同準備会は正式結成以前から社青同の旗を掲げて闘争に参加した。そのため、社青同は「安保と三池から生れた」といわれる。当時は構造改革論を支持する活動家が執行部を形成した。しかし、1964年2月の第4回大会では、執行部原案が修正され「改憲阻止・反合理化」というスローガンを闘いの中心に決定し、社会主義協会系の活動家が実権を握った。四回大会では委員長は空席だったが、大会委託により翌月の中央委員会で深田肇が選出された。
これ以降社会主義協会の優位が社青同内で続くが、1967年の社会主義協会の分裂は社青同にも影響を与えた。1969年9月の第9回大会では、いわゆる「三つの見解」が対立し、向坂（向坂逸郎）派・反戦派（解放派、第四インター、主体と変革派など）・太田（太田薫）派の間で分裂状態に陥った。各派は議案提出順にそれぞれ第一見解、第二見解、第三見解と呼ばれた。論争は、直接には反戦青年委員会の運動の性格をめぐって起こった。第一見解派（向坂派）は、日本社会党や総評を強化するという立場を取った。反戦青年委員会については、先進的な活動家の個人加盟組織とすることを否定し、青年部の団体共闘として活動を続けるべきと主張した。第二見解派（反戦派）は、解放派や（社会党や社青同に加入戦術を行っていた）第四インターなどの新左翼勢力から成り、社青同・社会党の解体と、その中の先鋭的部分による別の革命党創出を主張した。第三見解派（太田派）は社会党・総評の解体という「第二見解」の主張には反対したが、当時の社会党・総評の向かう方向には確信を持っていなかったとされる。大会最終日に第三見解派は大会をボイコットし、第一見解派・第二見解派の連合執行部がかろうじて成立し、社青同は解体をまぬがれた。第一見解派の盛山健治が委員長に選出された。
まもなく反戦派と向坂派の対立が深まり、一年後の中央委員会で反戦派中執は辞任し、太田派も反対に回って向坂派執行部提出の10回大会招集案は否決されたが、盛山委員長は委員長権限で全国大会招集を表明した。1971年2月に開催された社青同10回大会で向坂派系活動家が執行部を独占し、盛山健治が委員長に再選された。第二見解・反戦派のうち革労協・第四インターはただちに除名された。主体と変革派はすぐには除名されなかったが、まもなく自己崩壊し大阪など拠点地本は解散処分になった。第三見解・太田派系同盟員は10回大会に参加せず、まもなく別組織の社青同全国協を立ち上げたが、社会党は向坂派系執行部の社青同を唯一の党支持協力青年団体として承認し、これ以後社青同は向坂派協会の影響が極めて強い組織となるとともに、急速に組織拡大した。社青同全国協はその後青年フォーラムへと名称を変更し、新潟、福岡、熊本などに一定の勢力を維持したが、現在は組織としては活動休止状態にある（構成員個人としては今も社会民主党などで活動している場合が多い）。

### 労働運動の動向と勢力拡大
10回大会以降、向坂派系指導部による全国的な同盟員再登録運動と地本再建が行われ、解放派、第四インター、太田派の別組織化によって同盟員数は一時的に減少した。しかし、1970年代前半の国鉄や郵政での反マル生（生産性向上運動）闘争や、同盟系労組も含めた春闘の高揚のなかで、急速に組織拡大が進められていった。1973年に福島の電電公社の労働者が頸肩腕症候群に悩んで入水自殺したことから、労働者を犠牲にした資本の利潤追求を告発し、「生命と権利」を守る視点から反合理化闘争を再強化しようとの呼びかけが行われたことも、労働強化に悩む青年の心を急速に捉えていった。また、学生同盟員も1970年代を通じて増大し、学生運動出身の同盟員が官公労、民間など各地の職場に配置されていった。こうして、1973年暮れの12回大会時には、社青同は結成以来最大の組織人員数を抱えるに至った。第12回大会では「生命と権利のたたかい」が正式に社青同の路線になるとともに、結成時以来の綱領・規約が全面改正された。委員長には山崎耕一郎が選出された。国際的には、チリのアジェンデ政権の成立、ベトナム戦争におけるベトナム人民の闘いの前進と、これと結びついたベトナム反戦闘争や沖縄闘争の高揚も当時の青年に社会主義運動への展望を与え、社青同の組織拡大へと結びついた。中でも、北海道、東京、千葉、兵庫、広島などの地本が大きな力を持った。
74年にマイナス成長を記録し、高度経済成長は終焉を迎えた。こうしたなか、74年春闘では、オイルショックによるインフレーションを背景に、労働組合側は30％を超える賃上げを獲得した。この労働運動や反戦運動の高揚のなか、政治の世界においては、国政での保革伯仲、革新自治体の増大など、日本資本主義は大きな危機を迎えた。こうした事態の「正常化」のために、「対話と協調」を唱える三木武夫内閣が登場し、企業・職場では「不況・赤字」宣伝によって労働運動の労使協調化が図られていった。こうしたなか、社会主義協会・社青同の階級闘争路線やその影響下にある青年活動家群は、資本・経営者だけでなく、一部の労働組合にとっても排除すべき対象となっていった。職場を「社会の安定帯」としたい資本・経営者側にとっては、街頭での警察を相手とした示威行動や、党派間の内ゲバに明け暮れていた新左翼よりも、労資対立の非和解性を主張しながら職場・生産点で活動し、労働組合で勢力拡大を図る社青同の方が、直接に危険な存在だったと言えよう。全電通における「協会規制」に象徴される労働運動内の左派抑え込みの動きは、民間労組においては労資協調の第二組合の結成と、第一組合の孤立・少数化という形で急速に拡大していった。労働運動全体でも、「生産性基準原理」を主張する資本・経営者によって「雇用か賃上げか」を迫られた労働組合が労資協調路線へと転換していくなかで、80年代には連合結成、総評解体という労働戦線再編が進められていった。社青同もこの労戦再編に反対したが、その流れは止められなかった。こうして、80年代の社青同は、国鉄分割民営化反対闘争や反核運動の高揚のなかで同盟員の拡大こそ進んでいたが、総評解散の流れのなかで一部を除いて労働組合との公式な関係は絶たれていくことになった。

### 90年代以降
ソ連や東欧社会主義国の解体、日本社会党の分裂、バブル崩壊後の不況下での労働運動の衰退など、90年代以降の社青同を取り巻く状況は厳しいが、職場実態討論を基礎とした活動が現在も継続されている。毎年の春闘期に労組青年部と共催する全国青年団結集会には1000人前後の青年を動員し、全労協や連合に加盟する中央産別の青年部役員や中央執行部にも社青同同盟員や出身者が存在する。
例えば、05年の連合の会長選挙でUIゼンセン同盟の高木剛の対立候補となった全国コミュニティユニオン連合会の鴨桃代や（夫で元習志野市議の鴨哲登志とは社青同活動を通じて知り合う）、同時期に連合会長代行を務めていた日教組の森越康雄も、かつて青年時代は社青同の活動家であった。
2022年9月3日、コロナ禍のため2年延期された社青同結成60周年レセプションが東京・日本青年館で開催され、社民党、新社会党、吉川元衆議院議員（立憲民主党）らが祝辞を述べた。社青同初代委員長の西風勲もメッセージを寄せた。

## 政党との関係
日本民主青年同盟が「日本共産党のみちびきをうける」と自己の性格を規定しているのに対し、社青同にとっては旧日本社会党との関係は支持・協力関係であり、青年同盟でありながら政党から理論面や行動面での指導を直接に受ける関係にはない（これは「元々社青同が社会党支持者・党員で固められ、支援を前提とする団体であり、改めて『指導』を明言する必要がないからである」という見解もある）。
日本社会党は、社青同の運動にとってはあくまで階級的強化の対象であった。現在においても、社会民主党や新社会党が「護憲」のスローガンを掲げているのに対して、社青同は「改憲阻止」という言葉を用いるなど、政治的な争点となっている憲法をめぐる運動・考え方についてもスタンス、理論の相違がある。また、国際的には、日本社会党が社会民主主義政党の国際組織たる社会主義インターナショナルに加盟していたのに対し社青同は、社会主義インターナショナル系の国際社会主義青年同盟（国際社青同）ではなく、ソ連や各国の共産党系の青年組織の影響力の強い世界民主青年連盟（世界民青連）に加盟している（日本からは社青同のほか在日本朝鮮青年同盟（朝青）が加盟）。
また、社会党・社民党が「平和革命」という字句を綱領から削除した後も、社青同は科学的社会主義を学ぶ青年の組織として、マルクス・エンゲルスやレーニンの著作の学習に活動の重点を置き続けている。現在の社青同は第26回大会（1997年）以来、中央レベルでは旧社会党の流れを汲む社会民主党、新社会党、立憲民主党のいずれとも正式な支持・協力関係を持たないが、各地本・支部では、それぞれの地域の状況に応じて上記の三つの政党の活動に関与している。
2020年に社民党が事実上分党し、一部が立憲民主党に合流するまでは立憲民主党を支持するのは北海道に限られていた。

## 同盟員
社青同は中央、地本、支部、班の各級委員会を持ち、班を組織の基本単位とする。「同盟の綱領と規約を認め、班に所属して活動しようとする15歳から30歳までの、すべての青年男女」が同盟員となることができると規約に定められている。
同盟員の多くは労働組合や労組青年部の活動家であり、自治労、日教組、私鉄総連、JP労組、林野労組、国労、全農林、全労金、農団労、情報労連など、旧総評系の官公労、大労組が中心となっている。少数だが、基幹労連、電機連合、全水道、JAM、ヘルスケア労協、UAゼンセンなどにも同盟員が配置されている。主要産別には職場班の協議会（班協）が存在する。また、同盟員の多くが比較的労働条件の恵まれている官公労、大労組に所属していることから、民間や未組織の同盟員が少ないことによる活動・討論の幅の狭さや、社青同の活動を労働組合運動の延長線上にしか捉えられない傾向を指摘する意見もある。
また、その労組内においても社青同だけで派閥を作る「派閥政治」、あるいは同盟が学習の拠点であったことから「学校政治」と呼ばれて、労働組合が他党派も交えて、組合員大衆から乖離したさながら党派闘争の拠点にされる弊害も大きかった。

## 機関紙
中央機関紙として『青年の声』がある。2003年4月以降はタブロイド版4面で週1回の発行体制だったが、2009年以降は月2回発行となっている。各地域・産別の職場実態や職場闘争の報告、春闘情勢、平和運動、学習活動などが掲載されている。様々な産別の職場実態が中心に報告される紙面構成は、他の青年組織、政治組織と比較して『青年の声』の重要な特徴を成している。2004年7月12日号で通算2000号を達成した（創刊当時の名称は『社青同』）。

## ヘルメット
| 組織             | 前面   | 後面   |
| ---------------- | ------ | ------ |
| 改憲阻止学生会議 | 反独占 | 社青同 |

## 青年共闘運動
職場・産別を超えた青年の学習と交流の場は、青年共闘運動として位置付けられている。かつては、社青同、労組青年部、日本社会党の「三者共闘」（例えば、中央段階では、社青同中央本部、総評青年部、日本社会党青少年局で構成。地域では、社青同支部、地区労青年部や単組青年部、社会党総支部青年部で実行委員会を構成）として平和友好祭や団結集会などが開催されていた。現在の青年共闘運動は、日本社会党の分裂、青年部運動の退潮傾向、社青同同盟員の高齢化などの問題を抱えているが、労組青年部を中心に青年団結集会や平和友好祭運動が継続されている。また、広島県の広島平和記念公園で採火した平和の火をトーチに灯して多くの人々の手によって各地を走り継ぐ反核平和の火リレー運動は、社青同の同盟員が配置されている労組だけでなく、連合系労働組合や市民運動団体の参加も得ながら全国規模で開催されるなど、今なお大きな拡がりを維持している。

## 学生運動
1960年社青同結成と同時に、学生班協議会（学協）が置かれた。翌年東大教養学部自治会執行部（委員長江田五月）を獲得するほどの勢いを示したが、まもなく学協を拠点に解放派が発生し主流となった。九州では、三池闘争の影響もあり今日の社青同につながる部分が60年代前半九州学連を指導したが、しだいに衰退した。
全国学協は1966年東京地本九三事件を契機に事実上崩壊した。同年暮れ、東京地本再建とともに東京地本学生班協議会（都学協）が再建された。都学協は東京学生会館（東学館）闘争などを指導ししだいに影響力を拡大し、大衆組織として反安保改憲阻止学生会議を持ち、機関誌『組織者』も刊行された。60年代末の学生運動の風潮を受けて、当時の社青同学生班は白地に黒枠の赤字で反独占と書いたヘルメットをかぶった。
社会主義協会分裂の影響が波及し、まもなく都学協も事実上分裂した。分裂の争点は、全共闘参加の可否などで、第一見解（向坂派）系学生組織は東京大学や中央大学などで全共闘に参加し、初期の成田空港反対運動にも参加した。成田闘争参加は、1971年9月の第二次強制代執行まで続いた。第一見解系学生組織はまた、拠点の東洋大学をめぐって解放派と激しい武装衝突を繰り返した。東洋大学などでの解放派との衝突は1972年頃まで続いた。
第三見解（太田派）系の学生組織は、武蔵大学、武蔵工業大学、佐賀大学などで自治会執行部を担当し一定の影響力を持ったが、社青同10回大会後社青同からも太田派からも離れ人民の力派に流れ、まもなく人民の力主流派からも離れ70年代から80年代にかけてレーニン主義学生同盟（L学同）を名乗ったが、80年代後半に消滅した。
社青同10回大会後、社青同全体の躍進に支えられ、社青同学生運動も前進した。北海道から九州まで主要大学に学生班が作られ、全国学協も1973年に再建され、『組織者』は全国学協機関誌となった。この時期、東洋大学、中央大学、神戸大学、淑徳大学などが拠点校で、これらの班には数十名の同盟員が在籍していた。都学協には20を超える学生班が結集し、70年代中期には学生運動で民青、中核、革マルに次ぐ動員力を持つに至った。社会主義協会系の各種運動では、現在もこの時期に学生運動から育った活動家の姿をみることが多い。
学生運動全般の停滞は社青同にもおよび、80年代以降社青同学生運動は急速に衰退していった。学生層の変化にみあった方針を出せなかったこと、日本共産党や新左翼は学生運動から生まれたり学生運動を主要な基盤としたため組織全体で学生対策を図ったのに対して、社青同には学生運動は労働運動の添え物という意識が学生運動出身者も含めて強くあり、学生班の衰退に組織として危機感がなかったことなどが理由としてあげられよう。このため、90年代後半以降は学協としての活動は行われなくなった。現在も少数の学生同盟員は存在するが、学内での学生運動や社青同における学習活動ではなく、政党の選挙運動に埋没する傾向があり、存在感を発揮する運動は作れていない。

## 出身者
現役国会議員
- 吉川元（社会民主党→立憲民主党）

元国会議員
（）内は議員時代の最終所属政党。
- 西風勲 (日本社会党)
- 深田肇（社会民主党）
- 峰崎直樹（民主党）
- 日森文尋（社会民主党）
- 菅野哲雄（社会民主党）
- 岡崎宏美（新社会党）
- 金子哲夫（社会民主党）
- 江田五月（民進党）
- 横路孝弘（民進党）
- 又市征治（社会民主党）

労組役員
- 鴨桃代（全国コミュニティユニオン連合会元会長）
- 金澤壽（全労協前議長）
- 坂口智彦（国労元委員長）
- 菊池忠志（国労前委員長）
- 松川聡（国労委員長）
- 田野辺耕一（私鉄総連委員長）
- 渡辺幸一（私鉄総連元委員長）
- 篠原明（林野労組委員長）
- 岩崎春良（林野労組前委員長）
- 石田輝正（全労金元委員長）
- 星諒（全開発労働組合前委員長）
- 河野和治（JAM元会長）
- 棚村博美（全農林労働組合前委員長）
- 森越康雄（日教組元委員長）
- 岡本泰良（日教組前委員長）
- 豊島栄三郎（政労連前委員長）
- 川本淳（自治労委員長）

弁護士
- 加藤晋介
- 北川鑑一
- 海渡雄一

評論家・研究者
- 佐藤優
- 諫山正
- 瀬戸宏[6]

## 日本の他の主な青年組織
- 日本民主青年同盟　- 日本共産党関連であるが、米国のイラク攻撃反対宣伝行動では共催した。
- 日本青年団協議会
- 日本都市青年会議
- 全国被爆者青年同盟
- 在日韓国青年同盟
- 在日本朝鮮青年同盟
- マルクス主義青年労働者同盟